# Patriarchální exarchát Patmos
Patriarchální exarchát Patmos je exarchát Konstantinopolského patriarchátu na ostrovech Patmos, Leipsoi, Agathonisi a Archi.
Centrem exarchátu je monastýr svatého Jana Theologa. Exarchou je igumen monastýru. Součástí exarchátu je také Jeskyně Apokalypsy, kde apoštol Jan obdržel Zjevení.